# École nationale supérieure des mines de Saint-Étienne
A École nationale supérieure des mines de Saint-Étienne egy francia egyetem, grande école, amelyet 1816-ban alapítottak Saint-Étienne-ben. Az egyetem célkitűzései között szerepel hallgatóinak és vállalatainak fejlődésének támogatása kurzusok és kutatási területek széles skálájával, az általános mérnökök alapképzésétől az 'ingénieurs civils des mines', a doktori képzésig; az anyagtudományoktól a mikroelektronikáig, amely a folyamatmérnöki, mechanikai, környezetvédelmi, mélyépítési, pénzügyi, információtechnológiai és egészségügyi tervezésen keresztül halad.
Az iskola 1816. augusztus 2-án alakult XVIII. Lajos utasítására.

## Híres diplomások
- Henri Fayol, francia bányamérnök